# Черязова Ліна Анатоліївна
Ліна Анатоліївна Черязова (узб. Lina Anatolievna Cheryazova; нар. 1 листопада 1968, Ташкент, Узбецька Радянська Соціалістична Республіка — 23 березня 2019, Новосибірськ, Росія) — узбецька фристайлістка, фахівець із лижної акробатики, олімпійська чемпіонка 1994 року, чемпіонка світу. Перша в історії Узбекистану олімпійська чемпіонка, єдина спортсменка яка здобувала для цієї країни медаль на зимових Олімпійських іграх. Перша в історії олімпійська чемпіонка з лижної акробатики.

## Біографія
Ліна Черязова народилася 1 листопада 1968 року в Ташкенті. Її батьки приїхали з Новосибірська в 1966 році, допомагати відновлювати місто після землетрусу.
У віці семи років батьки її привели на секцію спортивної гімнастики, де вона тренувалася в Тамари Єрофеєвої. Вона почала займатися спортивною акробатикою в ДЮСШ «Пахтакор» та виконала норматив майстра спорту. На одне з тренувань прийшов Дмитро Єфимович Кавунов, який запримітив дівчину та запропонував їй спробувати свої сили у фристайлі. Після двох років у новому виді спорту вона почала регулярно перемагати та здобула звання майстра спорту. Вона перемогла в чемпіонаті СРСР та почала виступати на міжнародних стартах.
Вперше на етап Кубка світу вона поїхала у грудні 1989 року. На змаганнях у французькому Тіні вона посіла дев'яте місце. Першу медаль Кубка світу Черязова виграла 3 лютого 1991 року в канадському місті Мон-Габріеле, а 2 лютого 1992 року в німецькому місті Оберьєхе вона здобула свою першу перемогу. З лютого 1992 року по лютий 1994 року Черязова показувала феноменальні результати на етапах Кубка світу. З вісімнадцяти етапів вона здобула перемогу на тринадцяти. Лише один раз вона не потрапила у трійку призерів, посівши четверте місце. Перевагою Ліни було те, що вона єдина серед усіх спортсменок виконувала потрійне сальто, яке до неї виконували лише чоловіки.
У 1991 році виступила на чемпіонаті світу, де посіла десяте місце. У 1992 році на Олімпійських іграх у Альбервілі відбулися показові змагання з лижної акробатики. Там Черязова посіла п'яте місце. Наступного року вона зуміла стати чемпіонкою світу. У січні 1994 року на етапі Кубка світу в Лейк-Плесіді, за місяць до Олімпійських ігор, Черязова зазнала важкої травми, вибивши меніск. Попри потребу операції, Ліна й далі виступала та перемогла на цих змаганнях. Олімпійські ігри пройшли для спортсменки драматично. Під час кваліфікації вона допустила грубу помилку, доторкнувшись спиною снігу при приземленні. Вихід спортсменки у фінал був під загрозою, але складності стрибків їй виявилося достатньо, щоб посісти останнє прохідне дванадцяте місце. У фіналі вона успішно виконала свої стрибки, випередивши на бал найближчу суперницю, та стала першою в історії олімпійською чемпіонкою з лижної акробатики. 
У липні 1994 року відбувся трагічний момент у житті Ліни. На тренувальних зборах у Лейк-Плесіді вона відпрацьовувала стрибки на воду. Під час одного із них, вона вдарилася потилицею об трамплін і знепритомніла. Її госпіталізували вертольотом у лікарню, де вона два тижні пролежала у комі. Після того як вона опритомніла, у неї діагностували амнезію. Півтора року Черязова проходила відновлення, повертаючись до нормального життя. Її повернення у спорт та виступ на Олімпійських іграх у Нагано, де вона посіла тринадцяте місце, можна назвати феноменальним.
Після завершення спортивної кар'єри, у 1999 році Ліна повернулася в Новосибірськ. Наслідки травм не дозволили їй повноцінно продовжити життя, що завело її у фінансову скруту. У 2006 році їй допоміг видатний борець, триразовий олімпійський чемпіон, Олександр Карелін, який був народним депутатом. Він клопотав про надання Черязовій спортивного звання «Заслужений майстер спорту Росії», що дозволило їй отримувати щомісячну стипендію Президента Росії. У 2008 році вдочерила дитину трьох місяців, яку батьки залишили у пологовому будинку.
Ліна Черязова померла 23 березня 2019 року після тривалої хвороби.

## Спортивні результати
Виступи на Олімпійських іграх
| Рік  | Місце проведення      | Дисципліна | Результат |
| ---- | --------------------- | ---------- | --------- |
| 1994 | Ліллегаммер, Норвегія | акробатика | 1         |
| 1998 | Наґано, Японія        | акробатика | 13        |

Виступи на чемпіонатах світу:
| Рік  | Місце проведення               | Результат |
| ---- | ------------------------------ | --------- |
| 1991 | Лейк-Плесід, США               | 10        |
| 1993 | Альтенмаркт-ім-Понгау, Австрія | 1         |

Подіуми на етапах кубків світу:
| Дата            | Місце проведення               | Результат |
| --------------- | ------------------------------ | --------- |
| 3 лютого 1991   | Мон-Габрієль, Канада           | 2         |
| 26 лютого 1991  | Сколе, СРСР                    | 2         |
| 17 березня 1991 | Пюхя, Фінляндія                | 3         |
| 11 грудня 1991  | Церматт, Швейцарія             | 2         |
| 2 лютого 1992   | Бад-Гінделанг, Німеччина       | 1         |
| 11 грудня 1992  | Тінь, Франція                  | 3         |
| 18 грудня 1992  | П'янкавалло, Італія            | 1         |
| 17 січня 1993   | Брекенридж, США                | 1         |
| 23 січня 1993   | Лейк-Плесід, США               | 1         |
| 31 січня 1993   | Ле-Рейлс, Канада               | 1         |
| 26 лютого 1993  | Ла-Плань, Франція              | 1         |
| 27 лютого 1993  | Ла-Плань, Франція              | 2         |
| 28 березня 1993 | Ліллегаммер, Норвегія          | 1         |
| 12 грудня 1993  | Тінь, Франція                  | 1         |
| 16 грудня 1993  | П'янкавалло, Італія            | 2         |
| 22 грудня 1993  | Ла-Плань, Франція              | 2         |
| 16 січня 1994   | Брекенридж, США                | 1         |
| 22 січня 1994   | Лейк-Плесід, США               | 1         |
| 30 січня 1994   | Ле-Рейлс, Канада               | 1         |
| 4 лютого 1994   | Ла-Клюза, Франція              | 1         |
| 9 лютого 1994   | Гандфейллет, Швеція            | 1         |
| 5 березня 1994  | Альтенмаркт-ім-Понгау, Австрія | 3         |
| 13 березня 1994 | Хасліберг, Швейцарія           | 3         |